# Vécsey-kúria (Nyíracsád-Buzitapuszta)
A Vécsey-kúria a Nyíracsádhoz tartozó Buzitapuszta egyik épülete.

## Fekvése
Buzita településrész mintegy 4,5 kilométerre délre helyezkedik el Nyíracsád központjától, közel Nyírmártonfalva határához. A kúria a településrészen belül annak középső-keleti részén helyezkedik el.
Csak közúton közelíthető meg, a 4904-es és a 4905-ös utak kereszteződésétől, Nyíracsád központjából kiinduló 49 103-as számú mellékúton.

## Környezete
Buzita a középkorban önálló falu volt, a települést a török megszállás idején felégették. Később a pusztaként jegyzett terület egy része a báró hernádvécsei és ajnácskői Vécsey család nyíracsádi uradalmához tartozott, 1851-ben a Vécseyeken kívül a szirmabessenyői, cserneki és tarkői gróf Szirmay és a pécsújfalusi Péchy famíliák rendelkeztek birtokrészekkel. Az Ugocsa vármegyei eredetű hernádvécsei és ajnácskői Vécsey család 1507-ben kapott nemességet, 1532-ben címerújítást, 1649-ben pedig adományt fő birtokára, Ajnácskő várára. A Vécseyket 1692-ben I. Lipót magyar király bárói rangra emelte.

## Stílus
A kúria megmaradt stílusjegyei alapján a 19. század második felében épülhetett fel historizáló, döntően klasszicista formaelemeket tartalmazó stílusban, Vécsey (II.) József Szabolcs vármegyei főispán, Szatmár vármegyei alispán, országgyűlési képviselő birtokossága idején.

## Leírás
Buzitapuszta volt a Vécsey-uradalom gazdasági központja, az itt lévő kúriát a birtokot irányító tiszttartó lakta. A kéttraktusos elrendezésű épületben régen 3 hálószoba, 3 ebédlő, 1 szalon, 2 segédtiszti szoba, 1 földesúri szoba, 1 iroda, 1 konyha, 1 kamra, 1 cselédszoba, 1 lomtár, 1 előszoba és több belső folyosó volt. A visszaemlékezések szerint a kúria három bejárattal rendelkezett, amelyekhez lépcsők vezettek fel. A kétszárnyas, dupla ajtók kívülről vas-, belülről faborításúak voltak, felső részüket fémszálas üveg-ablakok védték. Az épületben a 20. század elején már volt villany és telefon, fürdőszoba helyett pedig minden hálószobában mosdósarok volt kialakítva kerámia mosdótállal és kancsóval, amelyeket napközben terítővel fedtek le. (A mosdósarkot mindig a cserépkályha mellett helyezték el.) Később az egyik segédtiszti szobát alakították át zuhanyzóvá, amely a padlástérben elhelyezett tartályból kapta a vizet, ami nyári időszakban gyorsan felmelegedett. (Fennmaradt egy anekdota is a víztartállyal kapcsolatban: egy alkalommal, amikor a parádés kocsis feltöltötte a tartályt, hogy a vadászni érkező báró számára legyen meleg víz, mire a vasútállomásról megérkezett Vécseyvel, a cselédlányok az összes vizet kipancsolták, így a kocsis igen kellemetlen helyzetbe került.)
Télen a helyiségeket cserépkályhákkal fűtötték. A kúria alatt húzódó pincében 300 literes hordókban tárolták a borokat.
A kúria előtt és tőle balra díszkert terült el virágokkal és cserjékkel, távolabb gyümölcsfákkal. Az épülettől jobbra a gazdasági udvart alakították ki. A kúria mögött fenyőerdő terült el, távolabb egy magasabban fekvő kilátóhelyen filagória állt. A sétautakkal behálózott díszkertben pávák és gyöngytyúkok éltek.
A majorsági udvar bal oldalán pedig magtár, kovácsműhely, kerékgyártóműhely és sőreistálló állt tenyészmarhák tartására. Távolabb a cselédlakások sorakoztak, az udvar túloldalán pedig dohányszárítót, malmot és szeszgyárat emeltek.
1902-ben báró Vécsey (IV.) Miklós, az Országgyűlés felsőházának választott tagja örökölte az épületet, aki 1911-ben még Nyíracsádon, 1925-ben viszont már Budapesten élt állandó jelleggel, ekkor már csak néhány alkalommal járt le évente a birtokára. A báró ilyenkor sokat vadászott az uradalomban, a buzitapusztai kúriában is fenn volt számára tartva egy szoba ilyen esetekre. Nagyobb vadászatot évente kétszer tartottak a környéken.
Az 1935-ben 2776 katasztrális holdat kitevő uradalom gazdálkodását Barthos Elek jószágigazgató irányította, aki a nyírségi futóhomok megkötésére akácosokat, tölgyeseket, lucfenyveseket és feketefenyveseket telepített a birtokon. A visszaemlékezések szerint a megtermelt gyümölcs egy részét eladták, másik részét a szeszgyárban dolgozták fel. Híres volt az uradalom dinnyetermesztése, a különböző fajták keresztezésével előállított különleges dinnyéket a debreceni piacon értékesítették.
A Vécsey-uradalom állattenyésztése főként juh- és szarvasmarhatartásból állt, ezek mellett feketebivalyokat is tartottak szántásra, igavonásra és húsállatként. Érdekesség, hogy az ólak közelében álló hordókban teknősbékákat neveltek, amelyeket a debreceni Arany Bika Szálló vásárolt fel az uradalomtól, hogy vendégei részére teknőslevest készítsen belőlük.
A kúria melletti nagy homokdomb oldalában jégverem volt, amelyet télen kibéleltek jéggel, így tavasztól egészen őszig tudták tárolni a romlandó élelmiszereket. Ősszel kiürítették a jégvermet, majd télen újra feltöltötték.
Feljegyezték, hogy az egyik éjszaka betörtek a kúriába, és ellopták a vadászpuskákat. A csendőrök azonban 8 nap alatt elfogták a tolvajokat, akikről kiderült, hogy a kúriában dolgozó villanyszerelők voltak, akik a titokban lemásolt kulcsokkal jutottak be az épületbe.
A második világháború idején a szovjetek elvitték a kúria bútorzatát, az ebédlőgarnitúra később Asszonyrészpusztára került. A hagyomány szerint két megszálló katona olyan sokat ivott a megtalált borból, hogy mindketten meghaltak alkoholmérgezésben.
Nyíracsád község 1945-ben megváltás útján megszerezte Vécseytől a malom és a szeszgyár tulajdonjogát, 1946-ban pedig tanyaközpontot alakított ki Buzitapusztán. 1947-ben lebontották a sőreistállót, 1950 körül pedig a malmot és a szeszgyárat, majd a cselédlakások is sorra kerültek;a majorsági építmények egy részének építőanyagát is széthordták. A kúriában 1945-ben a termelőszövetkezet burgonya és almatárolóját helyezték el, ekkor kovácsoltvas ablakrácsait és lépcsőkorlátait leszerelték és elvitték.
Később a BARNEVÁL állatfeldolgozó üzemét alakították ki az épületben, északi szárnyában pedig általános iskola működött. Egy időben mozi és kultúrház is volt itt. 1988-ban a Debreceni Cipőgyár egyik részlegét helyezték el az épületben, ekkor a homlokzatok díszítőelemeit leverték, a közfalakat lebontották.
1996-ban a leromlott állapotú kúria Szűcs Zsolt magántulajdonába került, új tulajdonosa lakóház céljára újította fel az épületet. A kúria parkjának megmaradt részét is helyreállították, és kis tavat létesítettek benne. (A parkkal kapcsolatban fennmaradt egy történet az előző rendszerből, eszerint az udvar rendben tartásával megbízott munkás azért, hogy ne kelljen a kúria mellett álló óriásfenyő tobozait összesepernie, több száz liter gázolajat öntött a fa tövére. (A fa végül túlélte a megpróbáltatásokat.) Az egykori majorsági épületek közül néhány napjainkban is áll.